# 지방도 제618호선
지방도 제618호선은 충청남도 서산시 운산면 갈산리 숙용벌 교차로에서 예산군 예산읍 발연삼거리까지 잇는 도로와 공주시 유구읍에서 천안시 동남구 광덕면을 거쳐 정안면 문천삼거리까지 잇는 충청남도의 지방도이다. 갈재고개부터 광덕리까지 약 4.2 km 구간은 포장된 1차선 도로로 되어 있다.
원평삼거리에서 봉림교차로 구간은 지방도 제609호선과 겹치며 광덕산휴게소에서 산성리 분기지점까지 구간은 지방도 제629호선과 겹친다.

## 연혁
- 2003년 2월 20일 : 지방도 노선 폐지 및 재지정으로 총연장이 36.9km에서 58.4km로 변경[1]
- 2005년 1월 20일 : 예산군 신암면 조곡리 ~ 오가면 오촌리 1.0 km 구간 개통[2]
- 2005년 10월 20일 : 서산시 운산면 용장리 ~ 고풍리 680m 구간 개통[3]
- 2007년 2월 28일 : 예산군 대술면 산정리 ~ 화천리 520m 구간 개통[4]
- 2007년 11월 20일 : 서산시 운산면 고풍리 830m 구간 개통[5]
- 2009년 9월 10일 : 봉산터널(예산군 봉산면 봉림리 ~ 고도리) 3.3 km 구간 확장 개통, 기존 총 2.66 km 구간 폐지[6]
- 2009년 12월 31일 : 예산군 고덕면 대천리 ~ 구만리 3.0 km 구간 확장 개통[7]
- 2010년 12월 30일 : 공주시 정안면 문천리 208m 구간 개량 개통, 기존 165m 구간 폐지[8]
- 2012년 7월 1일 : 지방도 노선 조정[9]
- 2013년 1월 21일 : 서산시 운산면 갈산리 ~ 용장리 1.51 km 구간 개통[10]
- 2023년 11월 30일 : 대술 ~ 정안간 도로(예산군 대술면 화천리 ~ 이티리) 4.8km 구간 신설 개통[11]

## 주요 경유지
- 서산시
  - 운산면 숙용벌 교차로 - 용장리 - 청천수교 - 묵현 교차로 - 고풍대교 - 고풍터널 (103m) - 고풍저수지앞 교차로 - 고풍교 - 청룡1교 - 원평삼거리 - 원평1교 - 원평리 - 실티재
- 예산군
  - 봉산면 실티재 - 봉림리 - 봉림 교차로 - 봉림교 - 봉산터널 (약 520m) - 고도리 - 봉산 교차로 - 봉산초등학교 - 봉산면 행정복지센터 - 구암리 - 봉선교 - 대지리 - 대지사거리
  - 고덕면 대지사거리 - 고덕초등학교 - 대천리 - 석곡교 - 석곡리 - 구만삼거리 - 제2구만교 - 구만2 교차로 - 구만교
  - 신암면 구만교 - 별리 - 별리삼거리 - 조곡삼거리 - 오촌사거리
  - 오가면 오촌리 - 오촌삼거리 - 오촌교 - 신원리 - 신원교
  - 예산읍 신원교 - 발연삼거리 - 예산지하차도 - 무한 교차로 - 예산천교 - 베룩불교 - 마상교 - 대회 교차로 - 대회1교 - 삽티 교차로 - 향천터널 (105m)
  - 대술면 향천터널 (105m) - 시산 교차로 - 시산교 - 대술 교차로 - 산정2교 - 선들교 - 마전리 - 예동초등학교 (폐교) - 이티리 - (미개통 구간)
- 공주시
  - 유구읍 (미개통 구간) - 덕곡리 - 덕교2교 - 덕곡교 - 추계보건진료소 - 추계교 - 덕암초등학교 - 탑곡교 - 탑곡삼거리 - 문금리 - 갈재고개
- 천안시
  - 동남구
    - 광덕면 갈재고개 - 갈재교 - 수철교 - 태화교 - 혜사교 - 청운교 - 광덕리 - 광덕교 - 광덕산휴게소앞 교차로 - 죽계교 - 곡두터널 (665m)
- 공주시
  - 정안면 곡두터널 (665m) - 산성리 - 문천리 - 문천삼거리

## 중복 구간
- 서산시 운산면 원평삼거리 ~ 예산군 봉산면 봉림 교차로 : 지방도 제609호선과 중복
- 예산군 예산읍 발연삼거리 ~ 무한 교차로 : 국도 제21호선과 중복
- 예산군 예산읍 발연삼거리 ~ 대술면 대술 교차로 : 국도 제32호선과 중복
- 예산군 대술면 대술 교차로 ~ 산정2교 동단 : 지방도 제616호선, 지방도 제645호선과 중복
- 공주시 유구읍 추계보건진료소 ~ 탑곡삼거리 : 국도 제39호선과 중복
- 천안시 동남구 광덕면 광덕산휴게소앞 교차로 : 지방도 제629호선과 중복

## 도로명
- 서산시 운산면 숙용벌 교차로 ~ 예산군 봉산면 봉림 교차로 : 봉운로
- 예산군 봉산면 봉림 교차로 ~ 봉산 교차로 : 봉명산로
- 예산군 봉산면 봉산 교차로 ~ 구암리 : 봉산로
- 예산군 봉산면 구암리 ~ 예산읍 발연삼거리 : 황금뜰로
- 예산군 예산읍 발연삼거리 ~ 무한 교차로 : 충서로
- 예산군 예산읍 무한 교차로 ~ 대술면 대술 교차로 : 차동로
- 예산군 대술면 대술 교차로 ~ 산정2교 동단 : 대술로
- 예산군 대술면 산정2교 동단 이티리 : 이티길
- 공주시 유구읍 덕곡리 ~ 추계보건진료소 : 덕골길
- 공주시 유구읍 추계보건진료소 ~ 탑곡삼거리 : 금계산로
- 공주시 유구읍 탑곡삼거리 ~ 갈재고개 : 문금길
- 천안시 동남구 광덕면 갈재고개 ~ 광덕산휴게소앞 교차로 : 해수길
- 천안시 동남구 광덕면 광덕산휴게소앞 교차로 ~ 곡두터널 : 광풍로
- 공주시 정안면 곡두터널 ~ 산성리 : 부곡산성로
- 공주시 정안면 산성리 ~ 문천삼거리 : 허수아비길